# Heidemarie Wieczorek-Zeul

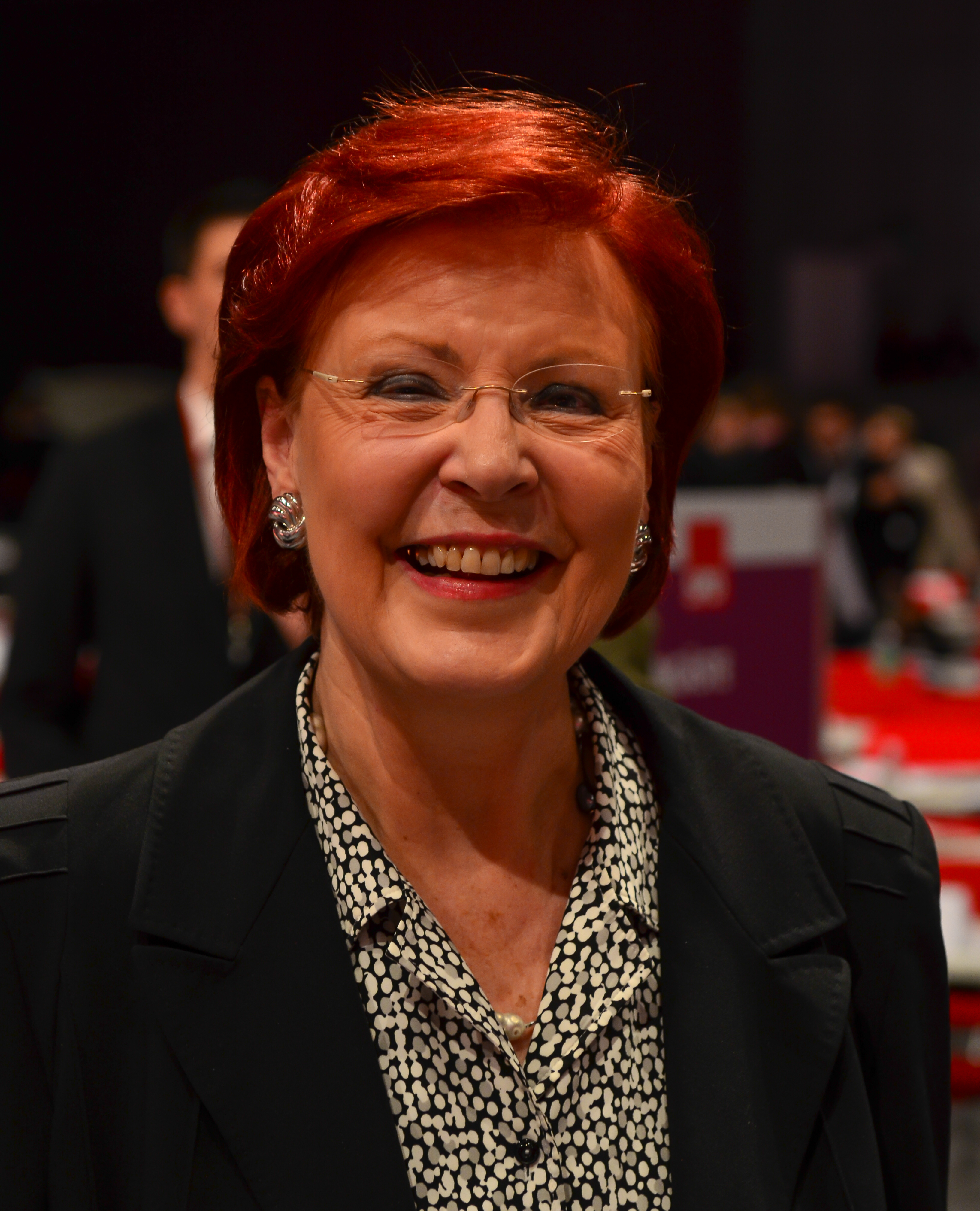
Heidemarie Wieczorek-Zeul (2013)

Heidemarie Wieczorek-Zeul [ˌviːt͡ʃoʁɛkˈt͡sɔɪ̯l] (* 21. November 1942 in Frankfurt am Main als Heidemarie Zeul) ist eine deutsche Politikerin (SPD). Von 1998 bis 2009 war sie Bundesministerin für wirtschaftliche Zusammenarbeit und Entwicklung.

## Leben und Beruf
Heidemarie Zeul absolvierte nach ihrem Abitur an der Frankfurter Herderschule von 1961 bis 1965 ein Studium für das Lehramt an Haupt- und Realschulen für die Fächer Englisch und Geschichte an der Johann-Wolfgang-Goethe-Universität Frankfurt am Main. In den Jahren 1965 bis 1974 war sie als Lehrerin an der Friedrich-Ebert-Schule und von 1977 bis 1978 an der Georg-Büchner-Schule in Rüsselsheim tätig. Von 1965 bis 1979 war sie mit dem SPD-Politiker Norbert Wieczorek verheiratet. Nach der Scheidung behielt sie den Nachnamen Wieczorek-Zeul. Ihre Schwester war die Psychoanalytikerin Mechthild Zeul (1939–2023).
Sie ist evangelisch und bezeichnete ihre christliche Überzeugung „immer als meine Richtschnur“.

## Politische Karriere

### Partei

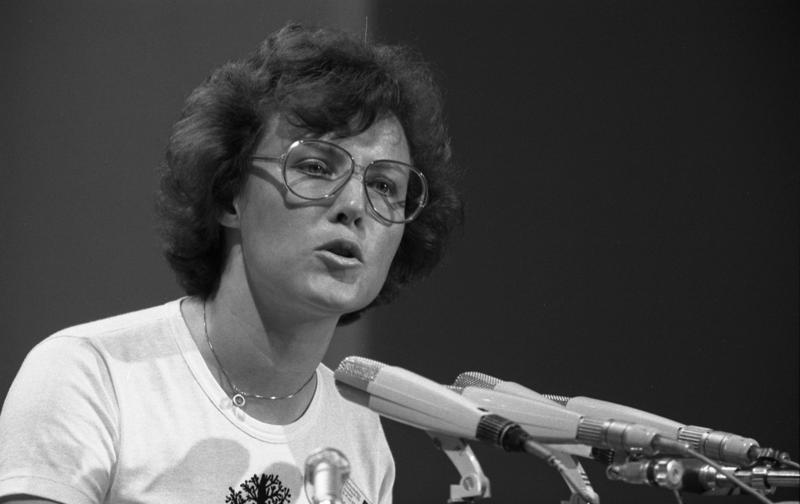
Heidemarie Wieczorek-Zeul als Juso-Vorsitzende, 1976

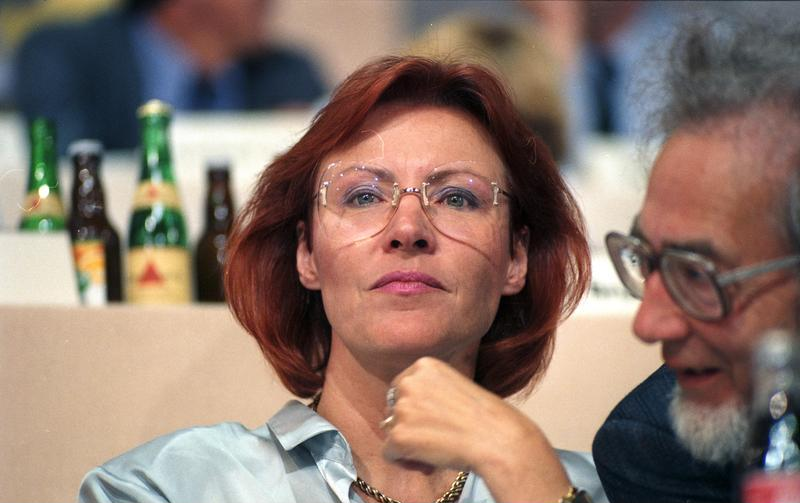
Wieczorek-Zeul 1988 (mit Erhard Eppler)

Seit 1965 ist Wieczorek-Zeul Mitglied der SPD. Von 1974 bis 1977 war sie Bundesvorsitzende der Jungsozialisten, die erste Frau in dieser Position. In dieser Zeit erwarb sie sich den Ruf als „Rote Heidi“ bzw. „Rote Heide“. Seit 1984 ist sie Mitglied im SPD-Bundesvorstand. Von 1987 bis 1999 war sie Vorsitzende des SPD-Bezirksverbandes Hessen-Süd. Bei der Urabstimmung der Mitglieder 1993 über einen neuen SPD-Bundesvorsitzenden kandidierte sie erfolglos gegen Rudolf Scharping und Gerhard Schröder. Von 1993 bis 2005 war sie stellvertretende Bundesvorsitzende der SPD.

### Abgeordnete
Von 1968 bis 1972 war Wieczorek-Zeul Stadtverordnete in Rüsselsheim und 1972 war sie Mitglied des Kreistages in Groß-Gerau. Von 1977 bis 1979 hatte sie das Amt der Vorsitzenden des „Europäischen Koordinierungsbüro der internationalen Jugendverbände“ inne.
Bei der ersten Direktwahl 1979 wurde sie in das Europäische Parlament gewählt, dem sie bis zu ihrer Wahl in den Deutschen Bundestag 1987 angehörte. Von 1987 bis 2013 war sie Bundestagsabgeordnete. Bis 1998 war sie stets über die Landesliste in den Bundestag eingezogen, ab dann zunächst über ihren Wahlkreis. Bei der Bundestagswahl 2009 verlor sie das Direktmandat im Wahlkreis Wiesbaden mit 32,6 % an Kristina Schröder (40,8 %). Im Bundestag war sie von 1987 bis 1998 europapolitische Sprecherin der SPD-Bundestagsfraktion. Heidemarie Wieczorek-Zeul gehörte der Parlamentarischen Linken der SPD-Bundestagsfraktion an. Bei der Bundestagswahl 2013 kandidierte sie nicht mehr.

### Mitgliedschaften
Sie war Mitglied der Europa-Union Parlamentariergruppe Deutscher Bundestag.

### Öffentliche Ämter
Am 27. Oktober 1998 wurde sie als Bundesministerin für wirtschaftliche Zusammenarbeit und Entwicklung in die von Bundeskanzler Gerhard Schröder geführte Bundesregierung berufen. Dieses Amt behielt sie auch in der von 2005 bis 2009 von Bundeskanzlerin Angela Merkel geführten Großen Koalition und damit insgesamt elf Jahre – die längste Dienstzeit für die Leitung dieses Ressorts. Neben ihrem bundesdeutschen Amt war sie zeitgleich Gouverneurin der Weltbank, Mitglied des Verwaltungsrats der Kreditanstalt für Wiederaufbau (KfW) und Mitglied des Verwaltungsrats der Deutschen Welle.
Mit der Vereidigung des zweiten Kabinetts Merkels am 28. Oktober 2009 schied sie aus dem Amt. Sie war damit das einzige durchgehende Regierungsmitglied der Bundesregierungen während der sozialdemokratischen Regierungskoalitionen seit 1998. Aus diesem Grund war sie auch laut § 22 der Geschäftsordnung der Bundesregierung die Vertreterin des Vizekanzlers.
Am 1. November 2016 wurde sie von Bundeskanzlerin Angela Merkel für eine dreijährige Amtszeit in den Rat für Nachhaltige Entwicklung berufen.

### Schwerpunkte als Ministerin
Als Ministerin setzte sie deutliche Akzente auf die internationale Armutsbekämpfung und Friedenssicherung. In der Krisenvorbeugung „sah sie als Bundesministerin die Möglichkeit, Schäden, welche durch einen Konflikt entstehen würden, schon im Ansatz vorzubeugen“.

#### Entwicklungspolitische Akzente in internationalen Institutionen
Als einer der größten Erfolge Wieczorek-Zeuls bereits zu Beginn ihrer Amtszeit gilt ein erster umfassender Schuldenerlass für die ärmsten Entwicklungsländer, der unter Vorsitz der frisch ins Amt gewählten rot-grünen Bundesregierung unter Gerhard Schröder auf dem G8-Gipfel in Köln 1999 gelingt, indem – unterstützt von einer hochmobilisierten Kampagne der Zivilgesellschaft und zahlreicher NGOs -- IWF, Weltbank und skeptische G7-Staaten überzeugt werden können. Dieser Schuldenerlass setzte Mittel bei den Entwicklungsländern frei, die im Gegenzug zusagten, die frei werdenden Mittel für entwicklungsrelevante Bereich wie u. a. Bildung einzusetzen.
In der eigenen Rückschau ihrer Amtszeit erläutert Wieczorek-Zeul, wie sie auch in den Folgejahren kontinuierlich darum bemüht war, Deutschlands Sitz in den Führungsgremien der Finanzinstitutionen in Bündnissen mit anderen Regierungen so einzusetzen, dass diese zunehmend entwicklungspolitische Aspekte berücksichtigten. Bekanntheit erlangte dabei ihr als „Utstein-Gruppe“ bezeichnetes, informelles Bündnis mit den Entwicklungsministerinnen von Norwegen, Großbritannien und den Niederlanden. In die erste Amtszeit Wieczorek-Zeuls fällt zudem die Erarbeitung und Verabschiedung der Millenniums-Entwicklungsziele für deren Umsetzung sie sich nachhaltig einsetzt.

#### Deutscher Beitrag zur Entwicklungsfinanzierung
Bis zur Amtsübernahme Wieczorek-Zeuls war der Anteil deutscher Entwicklungspolitik an der Wirtschaftsleistung rückläufig und Deutschland entfernte sich zunehmend von der offiziell ausgerufenen Zielquote von 0,7 Prozent. Unter ihrer Führung konnte das Entwicklungsministerium diesen Trend umkehren und seine Mittelausstattung deutlich verbessern. So gelang ihr 2005, Bundeskanzler Gerhard Schröder für einen Stufenplan der Europäischen Union zur Erreichung der 0,7-Prozentquote zu überzeugen. Auch während Wieczorek-Zeuls Amtszeit in der großen Koalition (2005 bis 2009) wurde dieser Stufenplan weiter verfolgt.

#### Außenpolitische Akzente
Einer der bekanntesten außenpolitischen Akzente war Wieczorek-Zeuls Beitrag zur Aufarbeitung der kolonialen Vergangenheit Deutschlands. Im August 2004 reiste sie aus Anlass des 100-jährigen Gedenkens an den Völkermord an den Herero und Nama durch die deutschen kaiserlichen „Schutztruppen“ nach Namibia. In ihrer Rede bat sie „im Sinne des gemeinsamen Vaterunsers um Vergebung unserer Schuld.“ Dieser Vorstoß war umstritten, da das Außenministerium unter dem damaligen Minister Joschka Fischer in der Konsequenz justiziable Wiedergutmachungsansprüche an Deutschland befürchtete. In ihren Erinnerungen schildert Wieczorek-Zeul, wie akribisch sie vor diesem Hintergrund die exakte Formulierung ihrer Rede vorbereitete, wie sie aber zugleich ihre Erinnerung an deutsche Vergehen für geboten hielt. Die Politikwissenschaftlerin Rebecca Miltsch wertet dies als Beleg für die „humanitäre Grundeinstellung und konsequente Haltung“ Wieczorek-Zeuls.
Diese setzt sich auch anderer Stelle fort: In der Diskussion um die Bürgerkriegslage in Darfur setzte sie sich 2006 – entgegen der Regierungslinie – dafür ein, dass Deutschland eine UN-Friedensmission unterstützt. Im Jahr 2008 empfing sie den Dalai Lama, obwohl sie dafür Kritik erntete. Das mit 80 Millionen Euro jährlich äußerst umfangreiche Engagement Deutschlands im Wiederaufbau Afghanistans nach der NATO-Intervention 2001 fällt ebenfalls in die Amtszeit Wieczorek-Zeuls, die auf der Afghanistan-Konferenz 2006 argumentierte, die Menschen müssten spüren, „dass sich der Frieden für sie lohne.“

#### Inhaltliche Schwerpunkte
Als inhaltlichen Schwerpunkt nennt Wieczorek-Zeul selbst die Stärkung der Rechte von Frauen und Mädchen, den Kampf gegen Genitalverstümmelung sowie die Epidemien HIV/AIDS, Tuberkulose und Malaria, den sie nach ihrer Amtszeit zudem ehrenamtlich fortsetzt. Strukturell stellt die Reduktion der bilateralen Zusammenarbeit auf eine beschränkte Anzahl von Partnerländern eine der wichtigsten Reformen unter Wieczorek-Zeul dar, die sie von 70 auf 58 Staaten konzentrierte und um das Konzept so genannter „Ankerländer“ ergänzte.
Ein weiterer Ansatz, den Wieczorek-Zeul bereits unter rot-grün verfolgte, war die Etablierung so genannter Entwicklungspartnerschaften mit dem Privatsektor, was sie mit der Auffassung begründete, dass die Millenniumsziele nur im Zusammenwirken mit der Wirtschaft zu erreichen seien. Ein weiteres Reformhaben, die Zusammenführung der deutschen Entwicklungsorganisationen GTZ, KfW, inwent, konnte Wieczorek-Zeul nicht umsetzen, da dies u. a. am Widerstand des Wirtschaftsministeriums scheiterte.

#### Freiwilligendienst
Als weitere bleibende Leistung Wieczorek-Zeuls gilt die Gründung des entwicklungspolitischen Freiwilligendienstes „weltwärts“, der jungen Erwachsenen die Möglichkeit eröffnet, für bis 24 Monate bei einer anerkannten Entwicklungsorganisation im Ausland tätig zu sein, was nach Einschätzung von Beobachtern dazu beitragen konnte, die Anliegen und Notwendigkeiten der Entwicklungspolitik stärker in die Gesellschaft zu tragen.

### Politische Positionen
Wieczorek-Zeul sprach im Sommer 2004 im Zusammenhang mit dem Irak-Krieg von einem Verbrechen. Nach Angaben ihres Ministeriums hatte Wieczorek-Zeul bei der Eröffnung einer Ausstellung gesagt: „Der Irakkrieg hat entsetzliches menschliches Leid und zahlreiche Opfer bei der Zivilbevölkerung, aber auch bei den Soldaten mit sich gebracht. Das ist ein wirkliches Verbrechen.“
Wieczorek-Zeul nannte den israelischen Angriff auf den Libanon im Juli 2006 „völkerrechtlich völlig inakzeptabel“ und erntete dafür harte öffentliche Kritik, unter anderem von der Jungen Union, der FDP und den Grünen. Seitens des Zentralrates der Juden in Deutschland wurde daraufhin die Frage gestellt, „ob eine solche Entwicklungshilfeministerin im Namen der Sozialdemokraten noch tragbar“ sei.
Im Rahmen der deutschen Beziehungen mit der Palästinensischen Autonomiebehörde bemüht sich Wieczorek-Zeul um eine Anerkennung der Anfang 2007 gewählten Einheitsregierung aus Hamas und Al-Fatah. Darüber hinaus dürften nach ihrer Ansicht Gewaltverzicht und Anerkennung des Existenzrecht Israels (u. a. Teile der sogenannten Roadmap) sowie die Anerkennung der noch von der PLO geschlossenen Verträge nicht Vorbedingungen für Gespräche sein.
Während des Bürgerkriegs in Libyen 2011 kritisierte sie die Enthaltung Deutschlands bei der UN-Resolution für einen internationalen Militäreinsatz scharf und sprach von einem „Verrat am libyschen Volk und an den Menschenrechten“.
Am 1. März 2022 forderte sie Altkanzler Gerhard Schröder via Facebook auf, umgehend seine Ämter in russischen Unternehmen und Institutionen niederzulegen. Sie schrieb unter anderem: 
„Gerhard Schröder muss seine Ämter in russischen Firmen und Institutionen niederlegen! Das ist er sich selbst, aber auch uns allen schuldig!“

### Kritik
Heidemarie Wieczorek-Zeul wird maßgeblich mit der Kandidatur von Andrea Nahles in Verbindung gebracht, die sich am 31. Oktober 2005 im Parteivorstand der Sozialdemokratischen Partei in einer Kampfabstimmung um die Nominierung zur Generalsekretärin gegen den vom damaligen Parteichef Franz Müntefering vorgeschlagenen Kajo Wasserhövel durchsetzte. Müntefering kündigte daraufhin an, nicht mehr für den Parteivorsitz zu kandidieren. Er löste damit eine große parteiinterne Führungskrise aus, in deren Folge Heidemarie Wieczorek-Zeul teils massiv kritisiert wurde. Sie beugte sich schließlich dem öffentlichen Druck zum Verzicht auf ihr Führungsamt als stellvertretende SPD-Bundesvorsitzende.
Während des Libanonkrieges im Jahr 2006 warf der Zentralrat der Juden in Deutschland Heidemarie Wieczorek-Zeul vor, antisemitische Positionen zu vertreten, da sie einseitig Israel kritisiere und nicht die Notlage benenne, aus der heraus Israel handele.
Wieczorek-Zeul wurde zudem immer wieder für ihre Personalführung im Bundesministerium für wirtschaftliche Zusammenarbeit und Entwicklung kritisiert. So soll sie wichtige Positionen in erster Linie an befreundete SPD-Mitglieder vergeben und Mitarbeiter regelmäßig beleidigt und angeschrien haben.

## Ehrenamtliches Engagement
Heidemarie Wieczorek-Zeul engagiert sich ehrenamtlich als Vizepräsidentin der Freunde des Globalen Fonds Europa und war Mitglied der Kammer für nachhaltige Entwicklung der EKD. Sie ist zudem Mitbegründerin der Humboldt Viadrina Governance Platform in Berlin und Mitglied im Verwaltungsrat (Board) der International Partnership for Microbicides (IPM), einer nicht-profitorientierten Produktentwicklungspartnerschaft, die an einer Lösung arbeitet, mit der Frauen sich vor einer HIV-Infektion schützen können.
Sie ist Schirmherrin von Work for Peace, dem Schüleraktionstag für Afrika, der seit 2005 vom Weltfriedensdienst e. V. durchgeführt wird, und der africa action / Deutschland, die sich seit 1983 für die Bekämpfung von Blindheit in Afrika einsetzt. Des Weiteren engagiert sie sich als Kuratoriumsmitglied der Hilfsorganisation CARE Deutschland. Sie ist beratendes Mitglied der SPD-Grundwertekommission (2016). Seit 2016 ist sie Vorsitzende des Willy-Brandt-Kreises. Zudem unterstützt sie seit Ende 2015 als Schirmherrin und aktive Patin das Wiesbadener Ehrenamt-Projekt „antoniuspaten“, eine Initiative zur Begleitung unbegleiteter minderjähriger Ausländer beim Übergang in das selbstbestimmte Erwachsenenleben.

## Kabinette
- Kabinett Schröder I
- Kabinett Schröder II
- Kabinett Merkel I

## Auszeichnungen
- 1996: Großes Goldenes Ehrenzeichen für Verdienste um die Republik Österreich[64]

## Veröffentlichungen
- Welt bewegen. Erfahrungen und Begegnungen. Vorwärts-Buch, Berlin 2007.
- Auf dem Weg zur einen Welt. (Zusammen mit Hannah Wettig), Vorwärts-Buch, Berlin 2012, ISBN 978-3-86602-937-8.
- Gerechtigkeit und Frieden sind Geschwister. Politisches Engagement in Zeiten der Globalisierung. Schüren Verlag GmbH, Marburg 2018, ISBN 978-3-89472-599-0.